# Hard (film)
Pour les articles homonymes, voir Hard.
Pour plus de détails, voir Fiche technique et Distribution.
Hard est un film américain réalisé par John Huckert, sorti en 1998.

## Synopsis
En butte à l'homophobie de ses collègues et face à l'incurie de la police à résoudre les meurtres de jeunes prostitués retrouvés torturés, Vatès, un jeune détective, part à la recherche de ce mystérieux tueur qui parsème les terrains vagues de corps décharnés.
Se posant comme une lutte d'influence, mêlée de domination et de tendresse, entre un jeune flic et un tueur, tous deux gays, Hard est un polar complexe, malsain et violent versant dans le bondage, la torture et l'humiliation.

## Fiche technique
- Titre : Hard''
- Réalisation : John Huckert
- Scénario : John Huckert et John Matkowsky
- Production : John Huckert, John Matkowsky, Noel Palomaria et Dan Wingard
- Société de production : MPH Entertainment Productions
- Budget : 100 000 dollars (73 500 euros)
- Musique : John Huckert et Phil Settle
- Photographie : John Matkowsky
- Montage : John Huckert
- Décors : John Matkowsky
- Pays d'origine : États-Unis
- Format : Couleurs - 1,85:1 - Stéréo - 35 mm
- Genre : Policier, drame et thriller
- Durée : 102 minutes
- Dates de sortie : 22 juin 1998 (festival de Los Angeles), 26 mars 1999 (États-Unis), février 2007 (sortie vidéo France)

## Distribution
- Noel Palomaria : le détective Raymond Vates
- Malcolm Moorman : Jack
- Charles Lanyer : le détective Tom Ellis
- Michael Waite : Andy
- Paula Kay Perry : Bette
- Alex Depedro : Andy Jr.
- Bob Hollander : le capitaine Foster
- Steve Andrews : le détective Hendrickson
- K.D. Jones : le détective Jackson
- Ken Narasaki : le détective Chyun
- Steve Gonzales : le détective Dominguez
- Cynthia Downey : l'adjoint Coroner
- Chas Gray : le détective Kolletti
- Brandi Garay : Cinnamon 'Lockjaw' Smith
- M. Tiffany Reed : l'officier Bruin

## Bande originale
- When Dreams Say No, interprété par The Dripping Lips
- Peppermint, interprété par The Streetwalkin Cheetahs
- Too Funky, interprété par George Michael
- Lulaby, interprété par Low
- There Was a Time, interprété par Doc Tahri

## Distinctions
- Nomination au prix du meilleur film, lors du Festival international du film gay et lesbien de Verzaubert en 1999.
- Nomination au Prix des droits de l'homme, par la Political Film Society en 2000.